# Iglesia de San Miguel (Almazán)
La iglesia de San Miguel se encuentra en la localidad española de Almazán, en la provincia de Soria. Se trata de un templo de origen románico que consta de varios estilos arquitectónicos cuya construcción se inició a mediados del siglo XII, tras la incorporación de la ciudad a Castilla y su posterior conquista por Alfonso I el Batallador. En 1931 fue declarada monumento histórico-artístico del tesoro nacional.

## Descripción

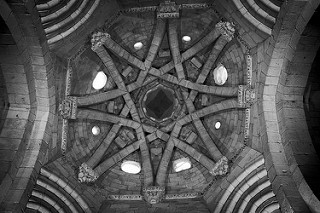
Cúpula del crucero

El templo presenta planta basilical de tres naves con ábside semicircular y presbiterio. La nave central es más grande que las laterales, las cuales son muy estrechas. No tiene transepto. Aunque el motivo no está claro, la cabecera está desviada respecto al eje de la nave.
Las tres naves están separadas por arcos torales muy apuntados. Una bóveda de crucería del siglo XV cubre el segundo tramo de las naves. El primer tramo de la nave central está cubierto por una cúpula de arcos cruzados. En el crucero encontramos una cúpula, con claros rasgos de arte musulmán, formada por arcos de medio punto y trompas, con las que se consigue pasar de una planta cuadrada a una octagonal. Los arcos forman una estrella de ocho puntas con ocho ojos de buey que iluminan el interior. Los capiteles del interior están decorados con figuras de animales, monstruos y una doble cuerda.
En cuanto al exterior, la iglesia presenta un cimborrio compuesto por dos partes, la superior más alta, dónde se encuentran situadas las campanas. La inferior de influencia románica y más antigua.
Fue declarada monumento histórico-artístico perteneciente al tesoro nacional el 3 de junio de 1931. Hoy día cuenta con el estatus de bien de interés cultural.